# Asaiah Ziv
Aaron Rivera (Las Vegas, Nevada, 17 de julio de 1996), es un músico estadounidense de hip hop. Hijo de padre puertorriqueño y madre húngara, es conocido por su nombre artístico Asaiah Ziv (pronunciado: Uh-sy-uh Zihv) y anteriormente como KIDD. Su primer álbum de estudio, Murder My Flesh, fue lanzado por el sello hip hop cristiano Infiltrate Music en 2013. Posteriormente lanzó una obra extendida gratuita en 2014, Hipsavvy: The Introduction, también con el sello Infiltrate Music. El 1 de febrero de 2016, Rapzilla, que está a cargo de los dueños de Infiltrate, reveló que Rivera ya no se identificaba como cristiano y que fue liberado de su contrato.

## Carrera musical
Su carrera musical comenzó en 2011, pero su primer lanzamiento fue Murder My Flesh, con Infiltrate Music, que se lanzó el 3 de septiembre de 2013. Este álbum llegó al puesto 49 en Christian Albums, y en el #14 en las listas de Top Gospel Albums, y contó con la participación de Derek Minor, Sho Baraka, Temperamento, Yavier Luisan, entre otros. Más tarde lanzó, Hipsavvy: The Introduction, en 2014, que insinuó el comienzo de su transición musical y personal". El álbum contó con artistas como Angelisa, JGivens, John Givez, Derek Luh, DJ Aktual y Ruzel, así como con los productores Wontel, DVIOUSMINDZ, Ace the Vig y Rxn.
En marzo de 2015, cambió su nombre artístico a Asaiah Ziv, que significa "Dios creó el brillo/resplandor". Rivera ahora está trabajando en la marca de su nuevo sello discográfico titulado "Hipsavvy". El lanzamiento más reciente que lanzó su cambio de nombre fue la canción "Ziv?" . El 1 de febrero de 2016, Infiltrate permitió que Rivera se desvinculara de su contrato, ya que Rivera ya no se identificaba con las creencias cristianas promulgadas por el sello.
En 2020, lanzó un EP titulado The World Is Scary.

## Discografía

### Álbumes de estudio
| Título                     | Detalles del álbum                                                                | Posiciones máximas | Posiciones máximas |
| Título                     | Detalles del álbum                                                                | TCA                | TCG                |
| -------------------------- | --------------------------------------------------------------------------------- | ------------------ | ------------------ |
| Murder My Flesh            | - Lanzamiento: 3 de septiembre de 2013 - Label: Infiltrate - CD, descarga digital | 49                 | 14                 |
| Hipsavvy: The Introduction | - Lanzamiento: 3 de julio de 2014 - Label: Infiltrate - descarga digital          | —                  | —                  |
| Free Your Soul: Side A     | - Lanzamiento: 1 de febrero de 2016 - Label: Hipsavvy - CD, descarga digital      | —                  | —                  |
| I'm Depressed, but Happy   | - Lanzamiento: 10 de octubre de 2017 - Label: Hipsavvy - CD, descarga digital     | —                  | —                  |
| Ferr (con Doanman)         | - Lanzamiento: 1 de abril de 2019 - Label: Hipsavvy - descarga digital            | —                  | —                  |
| Trap Cobain                | - Lanzamiento: 28 de febrero de 2020 - Label: Hipsavvy - CD, descarga digital     | —                  | —                  |
| The World Is Scary         | - Lanzamiento: julio de 2020 - Label: Hipsavvy - descarga digital                 | —                  | —                  |

#### Como artista invitado
| Título                                                                                          | Año  | Álbum                                 |
| ----------------------------------------------------------------------------------------------- | ---- | ------------------------------------- |
| "Swerv" (Black Knight con Jesus Geek, Jor'dan Armstrong & KIDD)                                 | 2012 | The Break In                          |
| "First World Problems" (King Kulture con KIDD)                                                  | 2013 | King Kulture: Stop the Traffic        |
| "#SameTeam (Remix)" (Swoope con Jackie Hill-Perry, Taelor Gray, KB, JGivens, Alex Faith & KIDD) | 2014 | Because You Asked                     |
| "Honda Civic" (Lee Williams con BraveART & Asaiah Ziv)                                          | 2015 | sencillo que no forma parte del álbum |
| "Happy Place" (Sam Stan con Asaiah Ziv)                                                         | 2015 | Happy Raps                            |
| "Mirror" (Levi Hinson con Asaiah Ziv)                                                           | 2016 | Faceless                              |
| "Ferr" (Doanman con Asaiah Ziv)                                                                 | 2017 | #Idkwhichdirectionimgoing             |
| "Right Now" (Kaleb Mitchell con Caleb Cruise & Asaiah Ziv)                                      | 2017 | sencillo que no forma parte del álbum |
| "Feelin' Me" (Drew Famous con Adrian Stresow & Asaiah Ziv)                                      | 2017 | Yearbook                              |
| "Jack Skellington" (Kaleb Mitchell con Asaiah Ziv)                                              | 2018 | NINESEVENTHREE                        |
| "Lone(ly)" (Doanman con Asaiah Ziv)                                                             | 2019 | sencillo que no forma parte del álbum |
| "Feels" (Obed Padilla con Asaiah Ziv)                                                           | 2019 | Deyssler                              |
| "Come Thru" (Vic Sage con Asaiah Ziv)                                                           | 2019 | Broke & Happy                         |
| "Kill Switch" (Mannix con Asaiah Ziv & Caleb Cruise)                                            | 2021 | sencillo que no forma parte del álbum |